# Tabor, Tabor
Tabor je naselje z nekaj nad 500 prebivalci in središče istoimenske občine, ki leži v Savinjski dolini. Prvotno ime kraja je bilo Sv. Jurij ob Taboru (ki je tudi današnje ime župnije), ljudsko Šentjur, današnje ime pa je kraj dobil po tabornem obzidju okoli cerkve sv. Jurija, ki je bilo postavljeno ob koncu 15. stol. kot obramba pred Turki.
Ima obliko razloženega naselja z gručastim jedrom in leži na terasi med potokoma Konjščica in Kučnica. Obsega tudi zaselka Hudimarje in Zore. 